# Tagliata Bariola

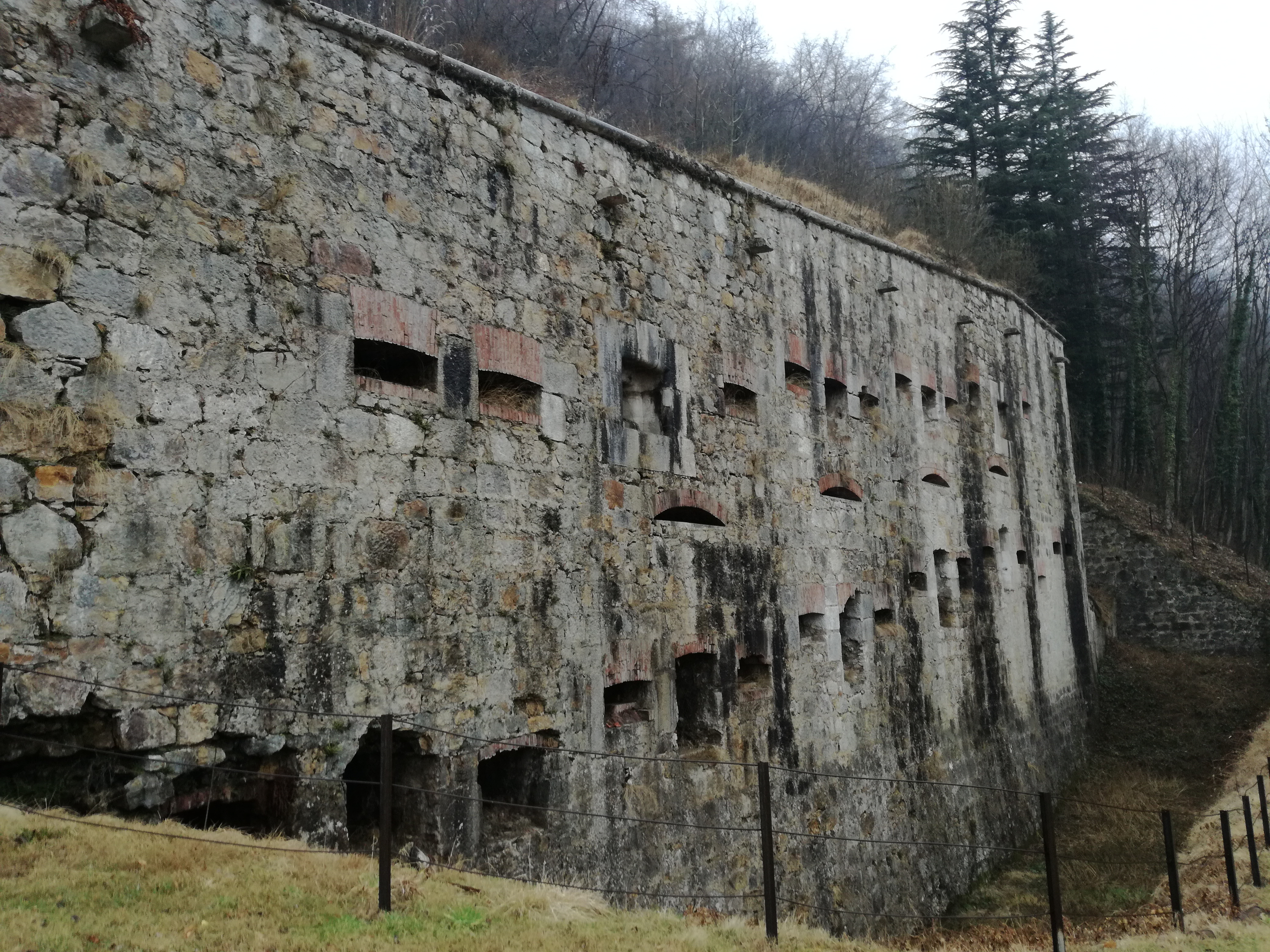
Straßensperre Bariola: Der zweigeschossige Kasemattblock mit dem Flankengraben

Die Tagliata Bariola (dt. Straßensperre Bariola) ist eine ehemalige Befestigungsanlage in der norditalienischen Provinz Vicenza. Sie wurde Ende des 19. Jahrhunderts im heutigen Gemeindegebiet von Valli del Pasubio errichtet.

## Lage
Die Straßensperre liegt an der von Schio durch das Leogra-Tal (italienisch Val Leogra) zum Pass Pian delle Fugazze führenden Straße etwas oberhalb des Ortes Sant’Antonio del Pasubio auf einer Höhe von etwa 600 m s.l.m. Diese Straße, heute die Provinzstraße (ital. Strada provinciale abgekürzt SP) 46, war bereits vor dem Bau der Tagliata eine wichtige in Richtung Etschtal führende Verbindung und schon von Napoleon Bonaparte geplant und dann unter Kaiser Franz I. zwischen 1817 und 1818 errichtet worden. Die Sperre selbst liegt nur einige Kilometer von der Passhöhe entfernt, auf der bis zum Ende des Ersten Weltkrieges die Staatsgrenze zwischen dem Kaiserreich Österreich-Ungarn und dem Königreich Italien verlief und heute die Grenze zwischen den Provinzen Trient und Vicenza verläuft.

## Geschichte
Die Tagliata Bariola, gelegentlich auch als Tagliata San Antonio bezeichnet, stammt aus der gleichen Bauepoche wie das über der Straßensperre etwa 250 m Luftlinie entfernte Forte Monte Maso. Sie sollte zusammen mit Letzterem und der ebenfalls in der Nähe liegenden Geschützstellung Monte Castelliero das obere Val Leogra vor Einbruchsversuchen über den Passo Pian delle Fugazze und über den Passo Xomo abriegeln.

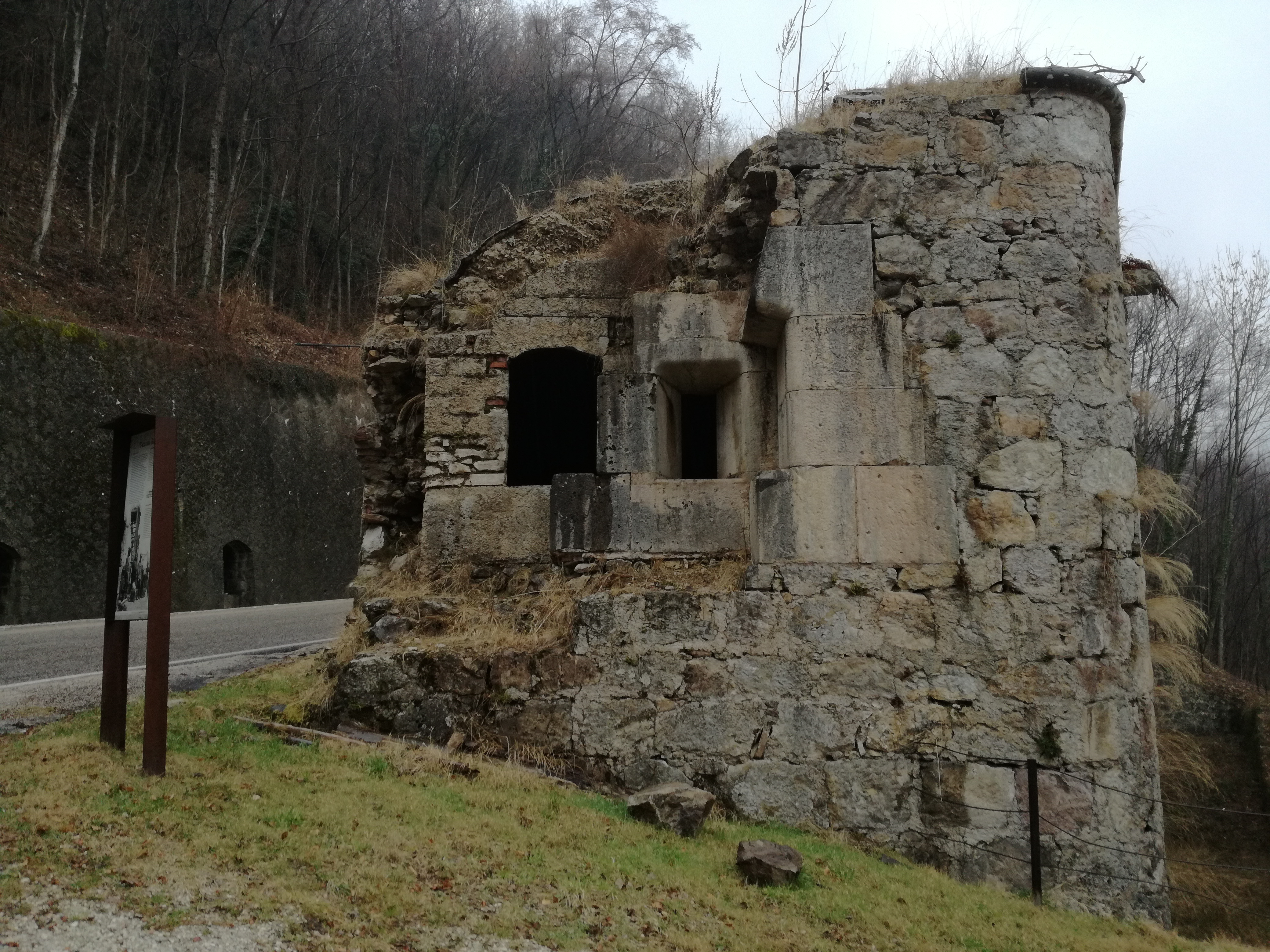
Eckkasematte der Kehlseite

Die Anlage wurde in den 1880er-Jahren errichtet und im Gegensatz zu Forte Monte Maso in der Folgezeit weder modernisiert noch verstärkt, so dass die Sperre bereits weit vor dem Ausbruch des Ersten Weltkrieges veraltet war und dem Beschuss durch moderne Artilleriegeschütze nicht lange standgehalten hätte. Das österreichisch-ungarische Evidenzbüro widmete der zur Agno-Assa-Sperre zählenden Anlage um die Jahrhundertwende dennoch eine gewisse Aufmerksamkeit zu und beschrieb den Bau bis ins Detail.
Im Ersten Weltkrieg war die Tagliata Bariola nie in Kriegshandlungen verwickelt, da sie wie Forte Monte Maso zu weit von der Front entfernt lag. Im Mai 1916 wurde sie teilweise desarmiert und nach Einstellung der österreichisch-ungarischen Südtiroloffensive im Juni 1916 und der damit verbundenen Festigung der Frontlinien in diesem Abschnitt verlor das Bauwerk endgültig seine ursprüngliche Bedeutung als Straßensperre und wurde infolgedessen vollständig desarmiert.
Bei der Erweiterung der Straße in den 1930er-Jahren wurden die Sperre dann zum Großteil abgetragen und die Ruinen in der Folgezeit auch als Lagerflächen genutzt.
Zwischen 2006 und 2008 ließ die Region Venetien die Reste der Anlage von der Vegetation und vom Unrat befreien sowie Sicherungsmaßnahmen durchführen, mit denen der weitere Verfall des Bauwerks verhindert werden soll.

## Beschreibung
Das aus Bruch-, Block- und Ziegelsteinen errichtete Bauwerk wurde in Längsrichtung zur Straße erbaut. Ein Werksgraben umgab ursprünglich die Anlage auf drei Seiten (Front-, Kehl- sowie auf der talwärts zugewandten Flankenseite). Die Straße führte über eine aufklappbare Brücke über den Kehlgraben und anschließendem Tor in die Sperre hinein, die im Durchlassbereich nur zum Teil abgedeckt war, und an der Frontseite über den ebenfalls mit einer Brücke und Tor versehenen Frontgraben wieder hinaus. Die Gräben konnten durch Gewehrscharten aus den Kasematten flankierend unter Feuer genommen werden. Im oberen Geschoss der Front- und Kehlseite befanden sich jeweils die Kasematten für 42-mm-Schnellfeuerkanonen.
Das an der Talseite längs des Flankengrabens gelegene zweigeschossige Kasemattkorps war dem Berghang und dem Straßengefälle angepasst. Im Obergeschoss der Flanke lagen Gewehr- und Maschinengewehrscharten, während sich in dem untern dem Straßenniveau liegenden Untergeschoss die Geschützscharten für zwei 87-mm-Geschütze befanden. Jede Eckkasematte war zudem mit jeweils einem Gardner-Maschinengewehr armiert.
Auf der Bergseite schloss die Straßensperre direkt an den Hang, hier war der Berg zum Teil für Depoträume auskaverniert worden. Ausgelegt war die Tagliata für eine Besatzung von 100 Mann.

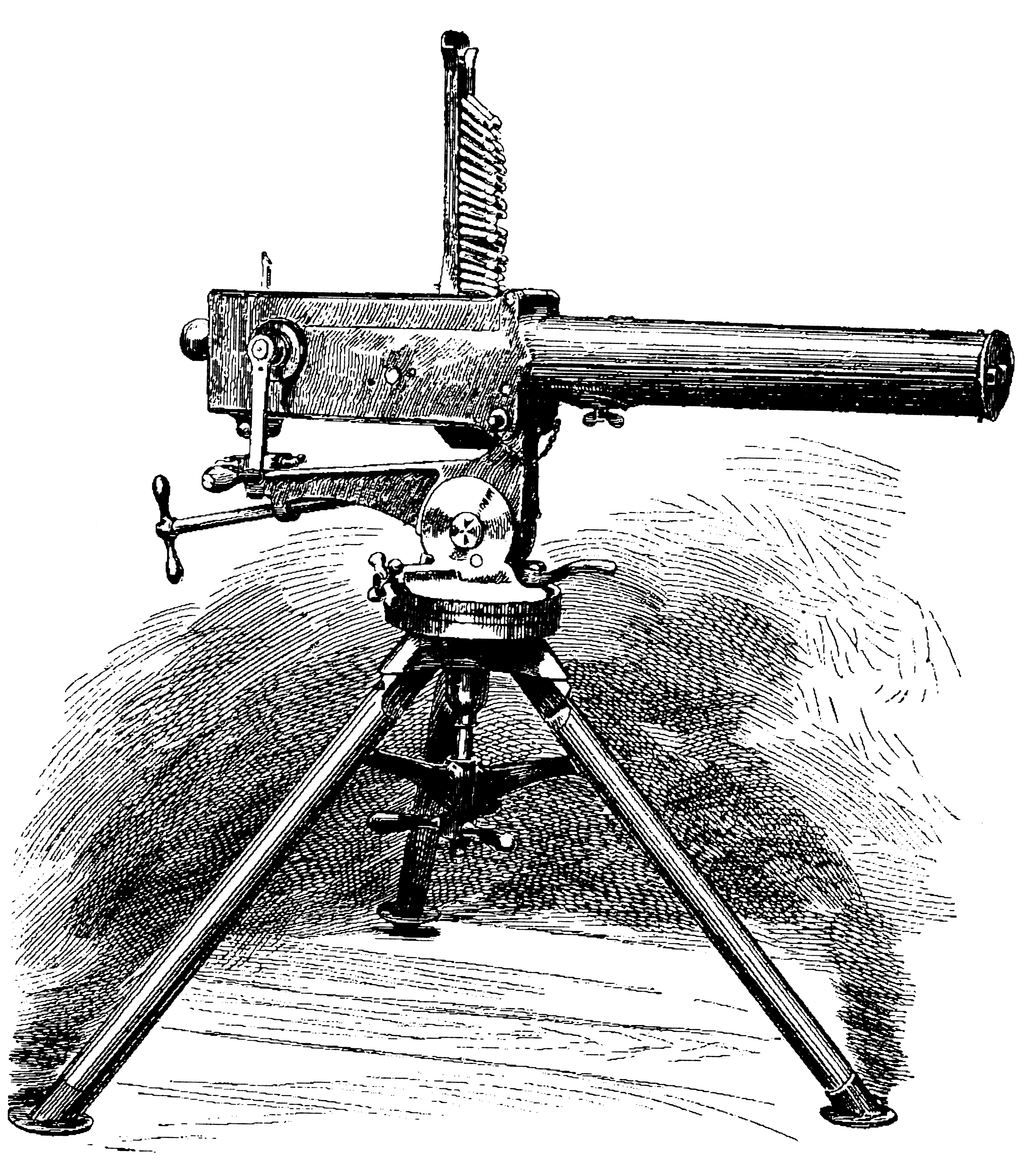
Gardner Gun Mod. 1888

Der heutige Zustand lässt die einstige Größe der Anlage nur erahnen. Bei der Erweiterung der Straße in den 1930er-Jahren wurde der gesamte zentrale Baukörper durch den die Straße führte abgetragen und der Front- und Kehlgraben zugeschüttet. Erhalten geblieben ist zum Teil der Kasemattblock längs des Flankengrabens, Teile der Eckkasematte an der Kehlseite und die kavernierten Depoträume an der Bergseite. Die Zugänge zur Anlage sind durch Gitter abgesperrt.

## Bewaffnung
Die Hauptbewaffnung bestand aus vier 42-mm-Schnellfeuerkanonen Modell Nordenfelt auf Ständerlafette, die sich in den Kasematten der Front- und Kehlseite befanden. Daneben war die Tagliata noch mit zwei Kanonen Modell 87 B, die zur Sicherung der Flankenseite dienten sowie vier Maschinengewehren Modell Gardner Kaliber 10,33 mm bewaffnet. Letztere waren amerikanischer Produktion und in einer geringen Stückzahl von der italienischen Armee für die Nahverteidigung von Sperranlagen, insbesondere für die Verteidigung der Werksgräben, direkt aus den USA importiert worden.